# Pseudomaenas alcidata
Pseudomaenas alcidata là một loài bướm đêm trong họ Geometridae.